# باله کلاسیک
باله کلاسیک نوعی از رقص است که در چهارچوب سنتی این تکنیک از رقص، رقصپردازی و اجرا می‌شود. این تکنیک که در ایتالیا شروع شد و در فرانسه در دربار لوئی شانزدهم شروع به شکل گیری کرد پایه و اساس همه گونه رقص‌هایی است که برای نمایش بر روی صحنه خلق می‌شوند.
معروف‌ترین آثار باله کلاسیک که همه رقصندگان ممتاز این رشته باید رقصیده باشند تا به این لقب دست یابند باله دریاچه قو، باله زیبای خفته، باله فندق شکن و باله ژیزل هستند.